# KOUHEI MATSUSHITA LIVE TOUR 2022 〜POINT TO POINT〜
『KOUHEI MATSUSHITA LIVE TOUR 2022 〜POINT TO POINT〜』は、2023年3月22日にビクターエンタテインメントよりリリースされた、松下洸平の1枚目の映像作品。Blu-rayとDVD2形態でリリース。

## 概要
2022年11月30日から2023年3月5日まで行われたライブツアー『KOUHEI MATSUSHITA LIVE TOUR 2022 〜POINT TO POINT〜』より、2022年12月27日に行われた昭和女子大学人見記念講堂公演でのライブ本編全16曲を収録。

## 収録内容
本編
1. リズム
2. Color of love
3. エンドレス
4. つよがり
5. 体温
6. あなた
7. One
8. Only you
9. ハロー
10. Way You Are
11. KISS
12. FLY&FLOW
13. 旅路
14. みんなが見てる空
15. BET
16. MUSIC WONDER

特典映像
- Blu-ray/DVD共通
  - Behind the Scenes of “POINT TO POINT”TOUR
- Blu-rayのみ
  - Backdrop Video Clips（「Color of love」「体温」「Way You Are」「KISS」「FLY&FLOW」「旅路ver1」「旅路ver2」）

特別副音声
- DVDのみ
  - 松下洸平のぼっちコメンタリー

付属
- Blu-ray/DVD共通
  - ブックレット（52ページ）

## メンバー
- 松下洸平 - ボーカル
- カンノケンタロウ - バンドマスター・ギター
- 永井隆泰 - ベース
- 海老原諒 - ドラム
- 平野晋介 - キーボード
- KenT - サックス
- 足立賢明 - マニピュレーター